# Volhov
Volhov (ruski: Волхов) je grad u Lenjingradskoj oblasti u Rusiji, smješten 122 km istočno od Sankt-Peterburga, na rijeci Volhovu. Nalazi se na 59° 55' sjever i 32° 21' istok.
Broj stanovnika: 50.000 (2001.)
Grad je narastao za doba industrijaliziranja u prvoj polovici 20. stoljeća. 
Volhovska željeznička postaja postoji od 1904. gjodine u selu Zvanci (nom. Zvanka), kad se gradila pruga koja je spajala Petrograd s Vologdom.
Izgradnja Volhovske brane  1918. za tamošnju hidroelektranu (inače prve u SSSR-u) je započela ovdje. Ova godina se uzima za godinu osnutka ovog naselja.
Brana je puštena u pogon 1926., a 1932. godine prva tvornica aluminija u SSSR-u je otvorena u blizini grada. 
Naselja koja su opsluživala postaju, branu i tvornicu su 27. prosinca 1933. spojena s nekolicinom obližnjih sela za stvoriti grad Volhovstroj (ruski: Волховстрой). Godine 1940. ovaj grad dobiva današnje ime.
Vremenska zona: Moskovsko vrijeme

## Vanjske poveznice
- Gradske stranice
- Povijest grada  Arhivirana inačica izvorne stranice od 20. prosinca 2005. (Wayback Machine)